# Történelmiregény-írók Társasága
A Történelmiregény-írók Társasága (teljes nevén: Történelmiregény-írók Társasága Egyesület, rövidítve: TRT Egyesület) egy 2013-ban Magyarországon alapított társadalmi szervezet.

## Az egyesület célja és tevékenysége

### Célok
- népszerűsítse a történelmi regény műfaját és annak művelőit,
- egységbe tömörítse és támogassa a műfajban tevékenykedő írókat,
- promócióval, utazási, publikálási és kutatási támogatással segítse munkájukat,
- képviselje érdekeiket az irodalmi életen belül, valamint egyéb területeken,
- gazdagítsa a magyar nyelven olvasó közönség történelem-ismeretét.

### Tevékenysége
- hazai és nemzetközi rendezvényeket, konferenciákat rendez,
- szakmai, kiadói tevékenységet folytat,
- segíti tagjainak a részvételét a hazai és nemzetközi összejöveteleken,
- kapcsolatot létesít nemzetközi szervezetekkel, külföldi írókat fogad,
- szakmai pályázatokat ír ki.

## Tagság
Az egyesületnek rendes tagjai, pártoló tagjai és tiszteletbeli tagjai lehetnek.

### Rendes tag
- Bányai D. Ilona
- Bokor Pál
- Bota András (Andy Baron)
- Bónizs Róbert
- Dénesi Ildikó (Izolde Johannsen)
- Cselenyák Imre
- Csikász Lajos
- Csonta András
- Fancsali Judit (Bakóczy Sára)
- Fábián Janka
- Fedina Lídia https://hu.wikipedia.org/wiki/F%C3%A1di%C3%a_Lídia
- Gáspár Ferenc
- Gál Vilmos
- Hacsek Zsófia
- Iván Katalin
- Kapa Mátyás – elnök
- Nemere István
- Novák Andor
- Pete László Miklós
- Pusztai Andrea
- Rozsnyai János
- Schmöltz Margit
- Soós Tibor
- Szélesi Sándor
- Tamási Izabella
- Tapodi Brigitta
- Timár Gábor
- Trux Béla
- Urbánszki László
- Várkonyi Tibor

Magyar nyelven publikáló vagy egyéb irodalmi alkotó és értékteremtő munkát végző személyek.

### Pártoló tag
Magyar vagy külföldi személyek, szervezetek, csoportok, akik/amelyek segítik és támogatják az egyesületet céljainak, feladatainak megvalósításában, illetve segítik és támogatják az egyesületi tagok munkáját.

### Tiszteletbeli tag
Magyar vagy külföldi személyek, szervezetek, csoportok, akik/amelyek köszönetképpen az egyesületnek nyújtott támogatásukért elnyerik a címet.

## Kiadott művek
- Sorsok és évszázadok, történelmi novelláskötet, Történelmiregény-írók Társasága, Budapest, 2014 (ingyen letölthető e-könyv, hangoskönyv)
- Oltár, Kard, Legenda, történelmi novelláskötet, Történelmiregény-írók Társasága, Budapest, 2015, ISBN 978-615-80051-9-7
- Mítoszok és legendák, történelmi novelláskötet, Történelmiregény-írók Társasága,  Budapest, 2016, ISBN 978-963-12-7134-8
- Oratores Bellatores Laboratores – kalandok és életképek a magyar középkor világából, Történelmiregény-írók Társasága, Budapest, 2017, ISBN 978-615-80789-0-0
- Évszázadok ösvényein,  történelmi novelláskötet, Történelmiregény-írók Társasága, Budapest, 2018. ISBN 9786155816017
- Harcosok, vértanúk, boszorkányok, történelmi novelláskötet, Történelmiregény-írók Társasága, Budapest, 2019. ISBN 9786155816178
- A történettudomány és a történelmi regény, kiadvány, Budapest, 2019 ISBN 9786155816055
- Buda & Pest, regény, Historycum kiadó, 2023, ISBN 9786155816246 Ez a könyv 2023-ban elnyerte az Év könyve "történelmi regény" és "borító" díját.[2]

## Fontosabb rendezvények, események
- A történelemtudomány és a történelmi regény,[3][4] konferencia a Pázmány Péter Katolikus Egyetem Történettudományi Intézetével és Összehasonlító Civilizációtörténeti Kutatócsoportjával közös szervezésben, Budapest, 2016
- Bor és Irodalom[5] (BORÍR) rendezvény közösen Dorog város önkormányzatával és a Magyar Prózaíró Műhely Egyesülettel, 2013
- A történelmi regény napja,[6][7] Budapest, 2013
- Múzeumok éjszakája, múzeumok majálisa
- Az olvasás éjszakája
- Könyvhét, könyvfesztivál, könyvbemutatók
- Író-olvasó találkozók
- Iskolai rendhagyó irodalom- és történelemórák
- Városnapok (pl. Makón), falunapok, várnapok
- Jótékonysági rendezvények